# Forest (Missisipi)
Forest – miasto w Stanach Zjednoczonych, w stanie Missisipi, siedziba administracyjna hrabstwa Scott.